# 津地方検察庁
津地方検察庁（つちほうけんさつちょう）は、三重県津市にある日本の地方検察庁の一つで、三重県を管轄している。略称は、津地検（つちけん）。松阪・伊賀・四日市・伊勢・熊野に支部を置いている。

## 所在地
- 本庁 - 津市中央3-12 津法務総合庁舎　北緯34度43分10.6秒 東経136度30分25.7秒 / 北緯34.719611度 東経136.507139度
近鉄名古屋線 津新町駅から徒歩約15分
三重交通「三重会館バス停」から徒歩約5分
- 松阪支部 - 松阪市中央町36-2　北緯34度34分48.5秒 東経136度32分21.1秒 / 北緯34.580139度 東経136.539194度
JR紀勢線・名松線・近鉄山田線 松阪駅から徒歩約5分
- 伊賀支部 - 伊賀市上野丸之内169 上野法務合同庁舎　北緯34度46分10.8秒 東経136度7分56.2秒 / 北緯34.769667度 東経136.132278度
伊賀鉄道伊賀線 上野市駅から徒歩約7分
- 四日市支部 - 四日市市三栄町4-21 四日市法務合同庁舎　北緯34度57分49.4秒 東経136度37分23.2秒 / 北緯34.963722度 東経136.623111度
近鉄名古屋線・湯の山線・四日市あすなろう鉄道内部線 近鉄四日市駅から徒歩約10分
JR関西線・伊勢鉄道伊勢線 四日市駅から徒歩約9分
- 伊勢支部 - 伊勢市岡本1丁目1-13 伊勢法務合同庁舎　北緯34度29分13.3秒 東経136度42分30.2秒 / 北緯34.487028度 東経136.708389度
JR参宮線・近鉄山田線 伊勢市駅から徒歩約10分
近鉄山田線・鳥羽線 宇治山田駅から徒歩約10分
- 熊野支部 - 熊野市井戸町673-7 熊野法務合同庁舎　北緯33度53分16.6秒 東経136度5分54.2秒 / 北緯33.887944度 東経136.098389度
JR紀勢線 熊野市駅から徒歩約5分

## 管轄
- 本庁
  - 津区検察庁（津市・亀山市・松阪市（嬉野地域振興局及び三雲地域振興局の各所管区域））
  - 鈴鹿区検察庁（鈴鹿市）
- 松阪支部
  - 松阪区検察庁（松阪市（嬉野地域振興局及び三雲地域振興局の各所管区域を除く）多気郡度会郡・（大紀町））
- 伊賀支部
  - 伊賀区検察庁（名張市・伊賀市）
- 四日市支部
  - 四日市区検察庁（四日市市・三重郡）
  - 桑名区検察庁（桑名市・桑名郡・いなべ市・員弁郡）
- 伊勢支部
  - 伊勢区検察庁（伊勢市・鳥羽市・志摩市・度会郡（玉城町・度会町・南伊勢町））
- 熊野支部
  - 熊野区検察庁（熊野市・南牟婁郡）
  - 尾鷲区検察庁（尾鷲市・北牟婁郡）

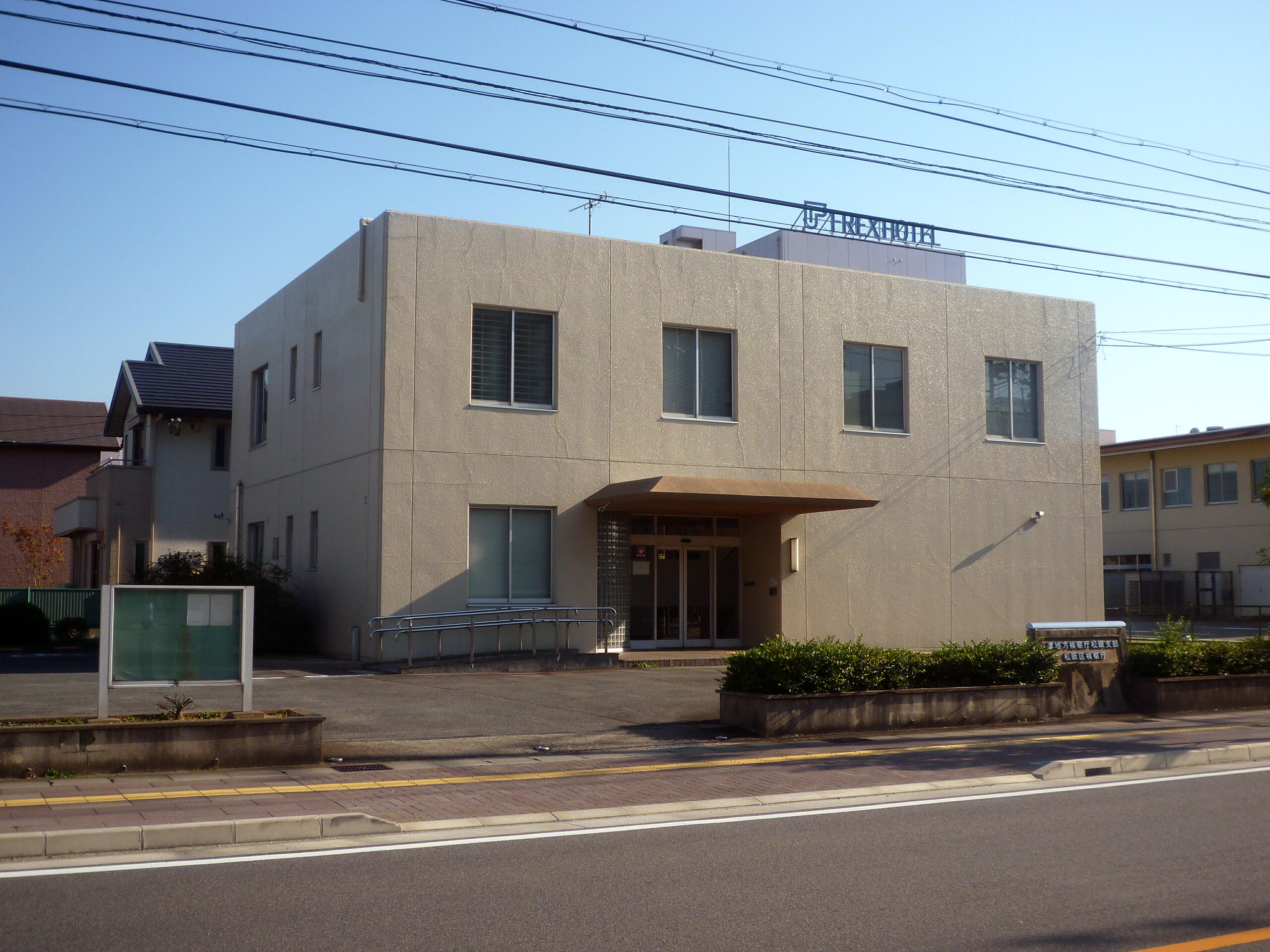
松阪支部
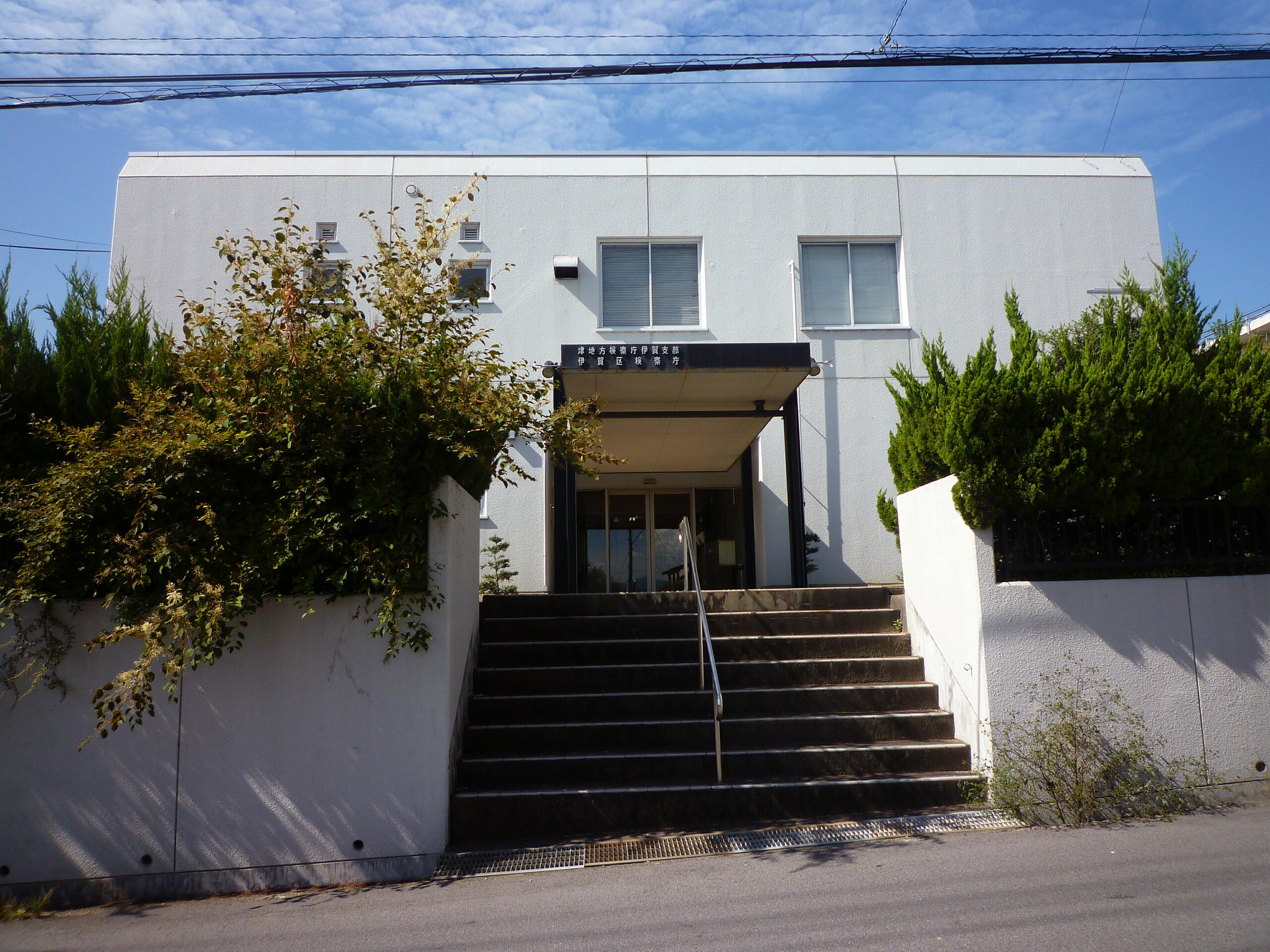
伊賀支部
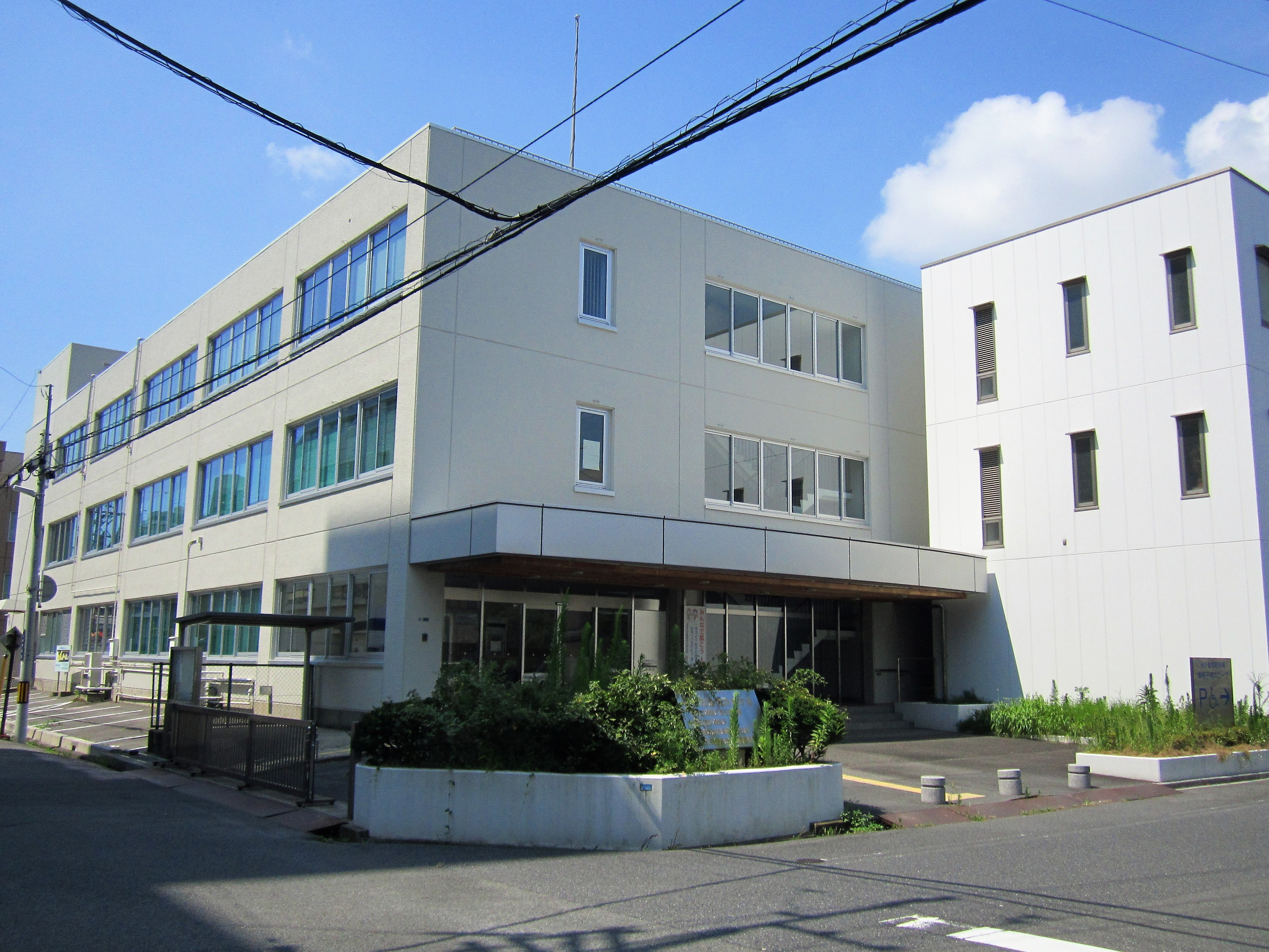
四日市支部（四日市法務合同庁舎）
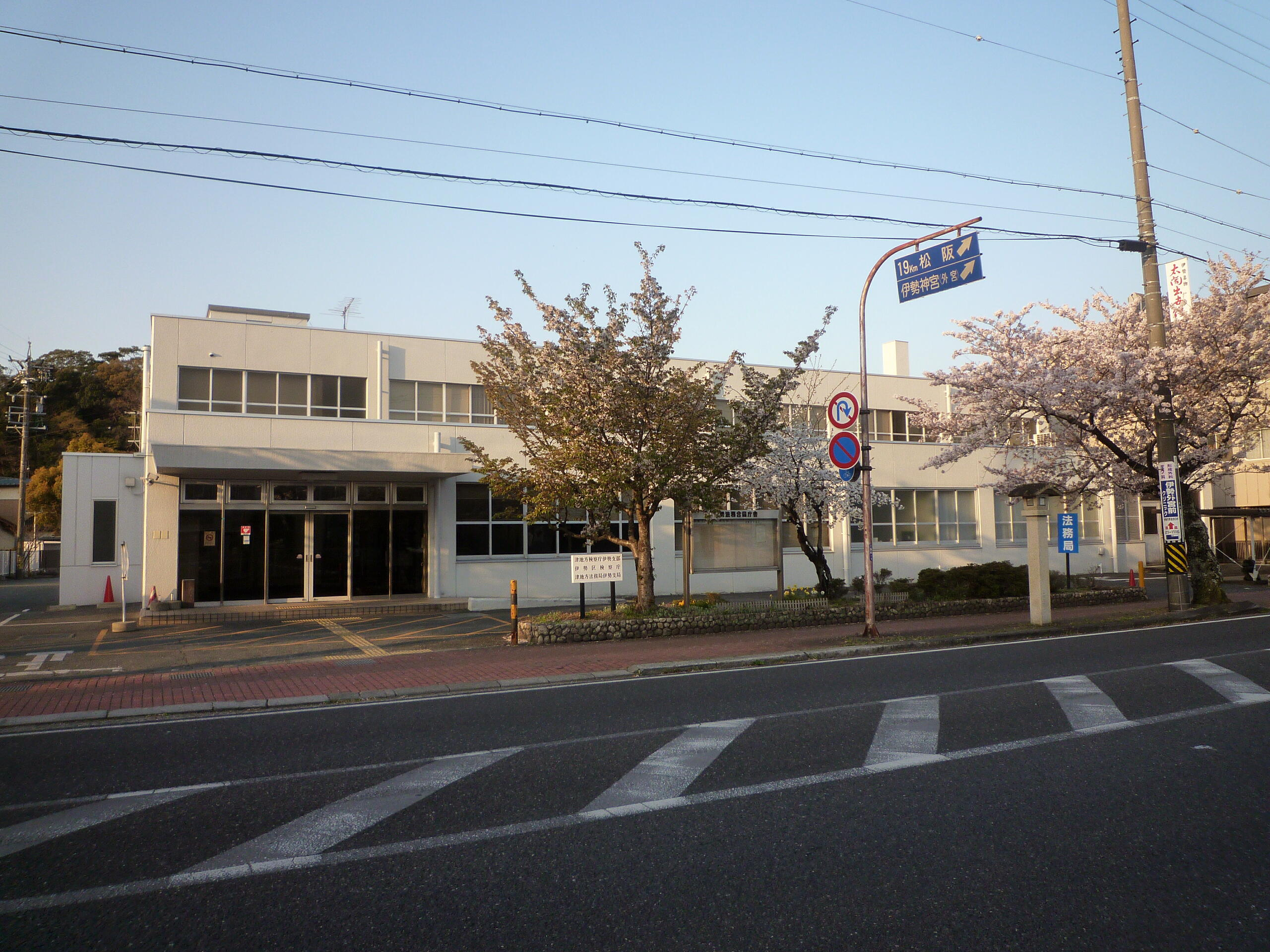
伊勢支部（伊勢法務合同庁舎）
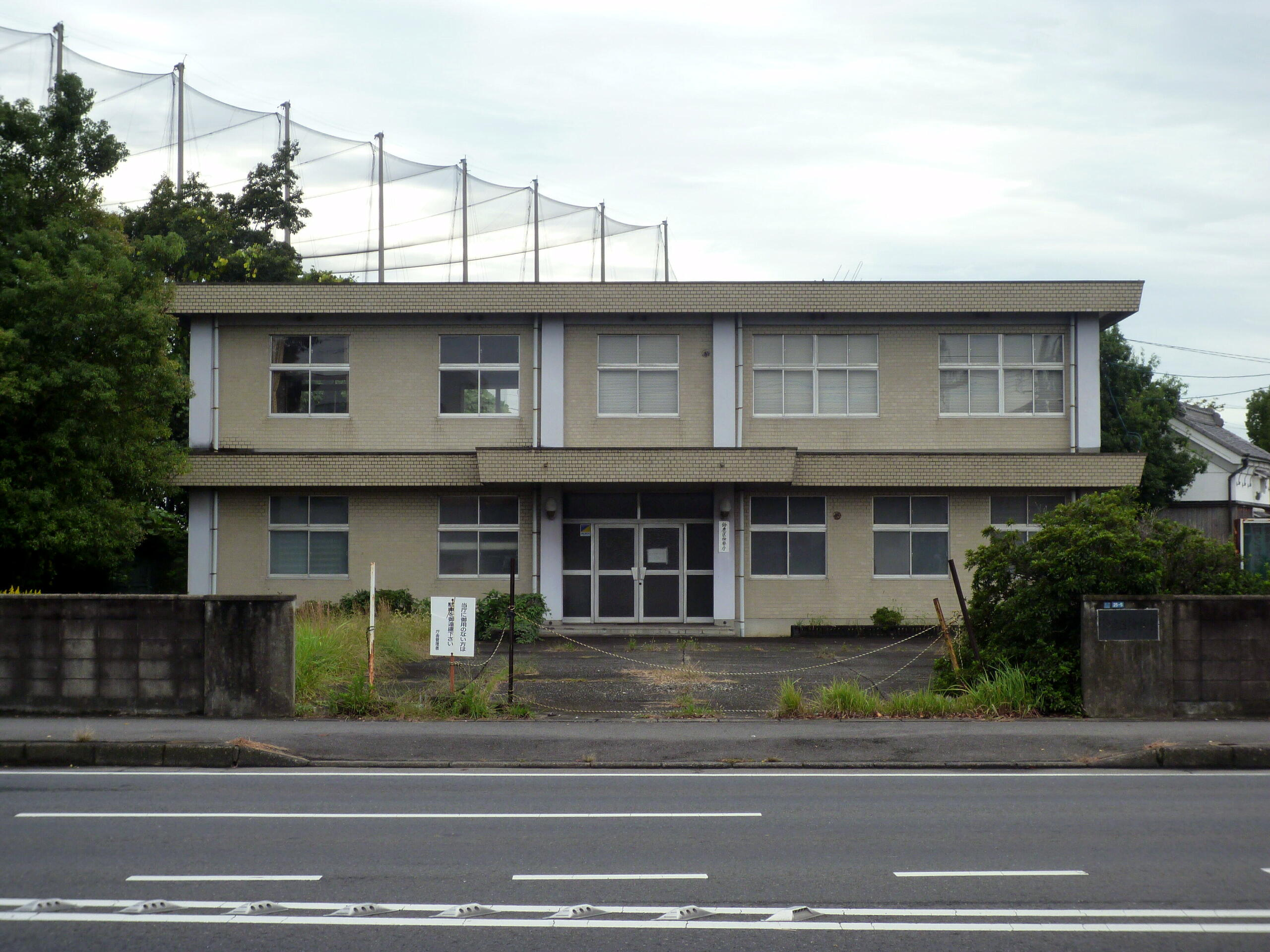
鈴鹿区検察庁庁舎（現在は未使用）

## その他
三重県内にはかつて下記の検察庁があった。
- 亀山区検察庁（1988年廃止）
- 鳥羽区検察庁（1988年廃止）
- 大台区検察庁（1988年廃止）